# Nagy Ervin (labdarúgó)
Nagy Ervin (Kispest, 1943. január 16. –) labdarúgó, csatár. Fia Nagy Ervin, színművész.

## Pályafutása
1961 és 1965 között a Tatabányai Bányász labdarúgója volt. 1961. december 3-án mutatkozott be az élvonalban a Komlói Bányász ellen, ahol csapata 3–2-es győzelmet ért el. 1964-ben tagja volt a bajnoki bronzérmet szerzett csapatnak. 1966 és 1968 között az MTK, 1969 és 1971 között a Dunaújvárosi Kohász labdarúgója volt. Az élvonalban 125 bajnoki mérkőzésen 15 gólt szerzett. Pályafutását a Dunaújvárosi Építők csapatában fejezte be.

## Sikerei, díjai
- Magyar bajnokság
  - 3.: 1964